# Corigliano Calabro
Corigliano Calabro – miasto i gmina we Włoszech, w regionie Kalabria, w prowincji Cosenza.
Według danych na rok 2004 gminę zamieszkiwało 36 739 osób, 187,4 os./km².
31 marca 2018 gmina została zlikwidowana, a na jej miejsce utworzono nową gminę Corigliano-Rossano.